# Antigravitație

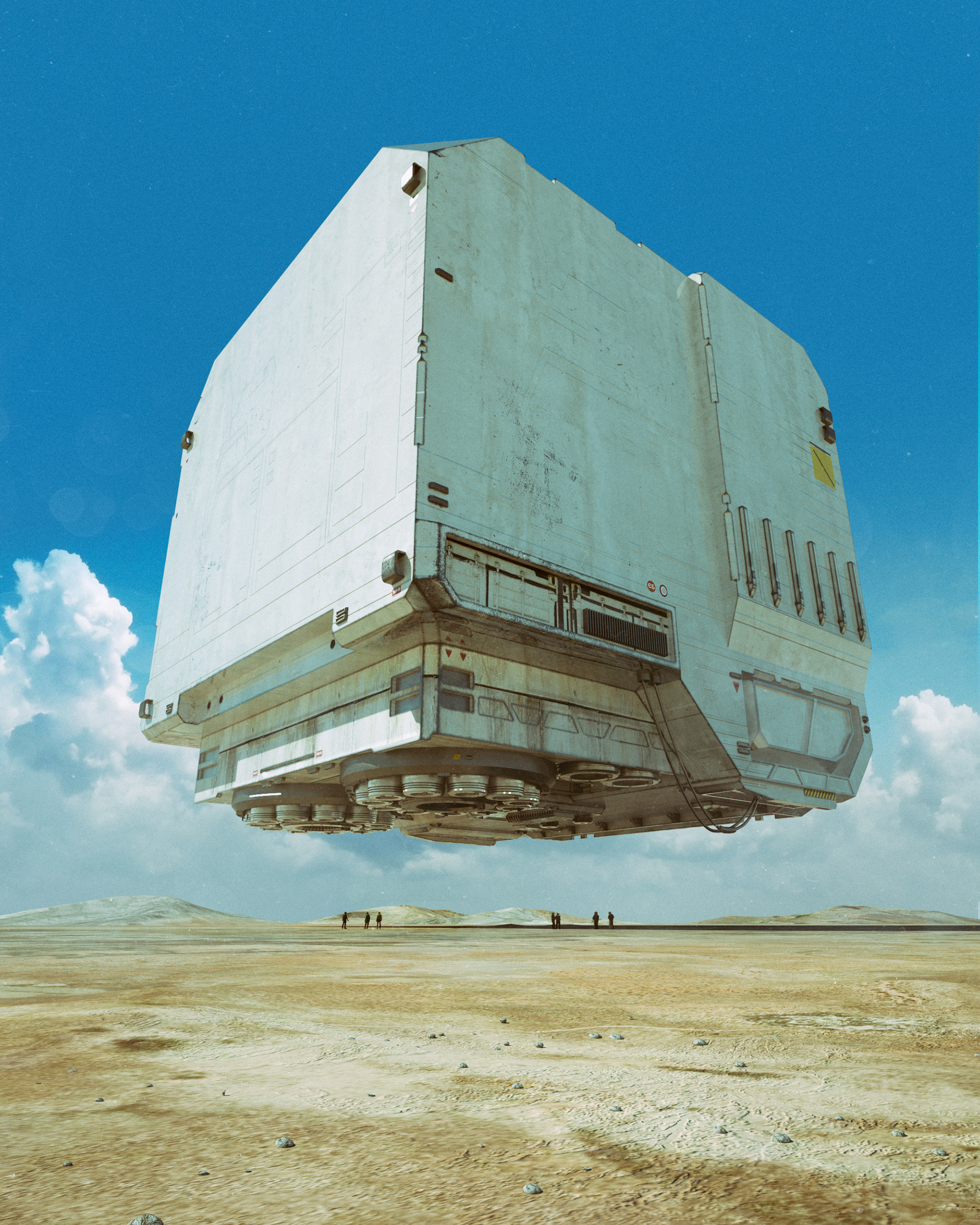
Reprezentare artistică a unui vehicul fictiv antigravitațional

Antigravitația (cunoscută și sub denumirea de câmp antigravitațional) este un fenomen ipotetic care presupune crearea unui spațiu sau obiect complet eliberat de influența gravitației. Acest concept nu se referă nici la lipsa greutății resimțite în cădere liberă sau pe orbită, nici la echilibrarea gravitației printr-o altă forță, precum electromagnetismul sau portanța aerodinamică. Antigravitația este un subiect fascinant și recurent în literatura științifico-fantastică, exemple notabile fiind substanța „Cavorite” din Primii oameni în Lună de H.G. Wells și mașinile Spindizzy din Orașe în zbor de James Blish.
Deși conceptul rămâne pur ipotetic, antigravitația a fost studiată sporadic în domenii precum fizica teoretică și ingineria avansată. Totuși, nu există dovezi experimentale care să confirme posibilitatea creării unui câmp antigravitațional real.
Termenul „antigravitație” este adesea folosit pentru a descrie dispozitive care par să inverseze gravitația, deși funcționează prin alte mecanisme. De exemplu, lifturile electromagnetice sau alte tehnologii inovatoare se deplasează prin aer manipulând curenții de aer cu ajutorul câmpurilor electromagnetice, creând iluzia unui efect antigravitațional. Aceste idei alimentează imaginația și continuă să inspire cercetări și invenții, chiar dacă rămân în mare parte speculative.

## Încercări istorice de înțelegere a gravitației
Posibilitatea de a crea antigravitație depinde de o înțelegere completă și de o descriere precisă a gravitației, precum și de modul în care aceasta interacționează cu alte teorii fundamentale ale fizicii, cum ar fi relativitatea generală și mecanica cuantică. În ciuda progresului semnificativ, o teorie cuantică unificată a gravitației, care să integreze aceste două cadre conceptuale, nu a fost încă descoperită.
În vara anului 1666, Isaac Newton a observat un măr căzând dintr-un pom, ceea ce l-a condus la formularea legii gravitației universale. Aceasta a unificat descrierea mișcării obiectelor terestre și cerești sub un singur set de principii matematice, marcând un moment esențial în istoria fizicii. În 1915, Albert Einstein a transformat fundamental înțelegerea gravitației prin teoria relativității generale, care descrie gravitația ca o deformare a geometriei spațiu-timpului provocată de distribuția materiei și energiei. Această teorie a oferit explicații pentru fenomene precum curbura luminii în apropierea obiectelor masive (lentile gravitaționale) și dilatarea timpului în câmpuri gravitaționale intense.
În eforturile sale de a unifica relativitatea generală cu electromagnetismul, Einstein, atât independent, cât și în colaborare cu Walther Mayer⁠(d), s-a inspirat din ideile lui Theodor Kaluza. Kaluza propusese o dimensiune suplimentară pentru a integra gravitația și electromagnetismul într-un cadru matematic comun. De asemenea, lucrările lui James Clerk Maxwell au fost un punct de referință important pentru abordarea unificării acestor forțe fundamentale. Deși aceste încercări nu au condus la o teorie completă, ele au influențat profund dezvoltarea fizicii moderne, în special în contextul teoriei câmpurilor cuantice și al abordărilor ulterioare pentru unificarea forțelor fundamentale.
În fizica teoretică contemporană, existența gravitonului – o particulă ipotetică asociată gravitației cuantice – este un subiect de interes major. Gravitonul ar reprezenta mediatorul interacțiunii gravitaționale în analogie cu fotonul, care mediază forța electromagnetică. Mai multe teorii încearcă să descrie gravitația cuantică, incluzând teoria coardelor, gravitația cuantică în buclă, teoria E8 și teoria siguranței asimptotice. Aceste cadre explorează natura gravitației la scară Planck, unde efectele cuantice devin predominante și relativitatea generală nu mai este suficientă pentru a descrie realitatea.
Deși progresele teoretice sunt remarcabile, gravitația rămâne cea mai enigmatică dintre interacțiunile fundamentale. Rezolvarea misterelor sale ar putea revoluționa fizica fundamentală și ar putea deschide calea către tehnologii inovatoare, cum ar fi controlul gravitației sau antigravitația, transformând radical înțelegerea noastră asupra universului.

## Soluții ipotetice
În legea gravitației universale a lui Newton, gravitația era o forță externă transmisă prin mijloace necunoscute. În secolul XX, modelul lui Newton a fost înlocuit de relativitatea generală, în care gravitația nu mai este considerată o forță, ci rezultatul curburii spațiu-timpului, cauzată de prezența materiei și energiei. Conform relativității generale, antigravitația este imposibilă în condițiile normale, cu excepția unor circumstanțe speciale, care ar presupune configurații neobișnuite de materie sau energie.

### Scuturi gravitaționale

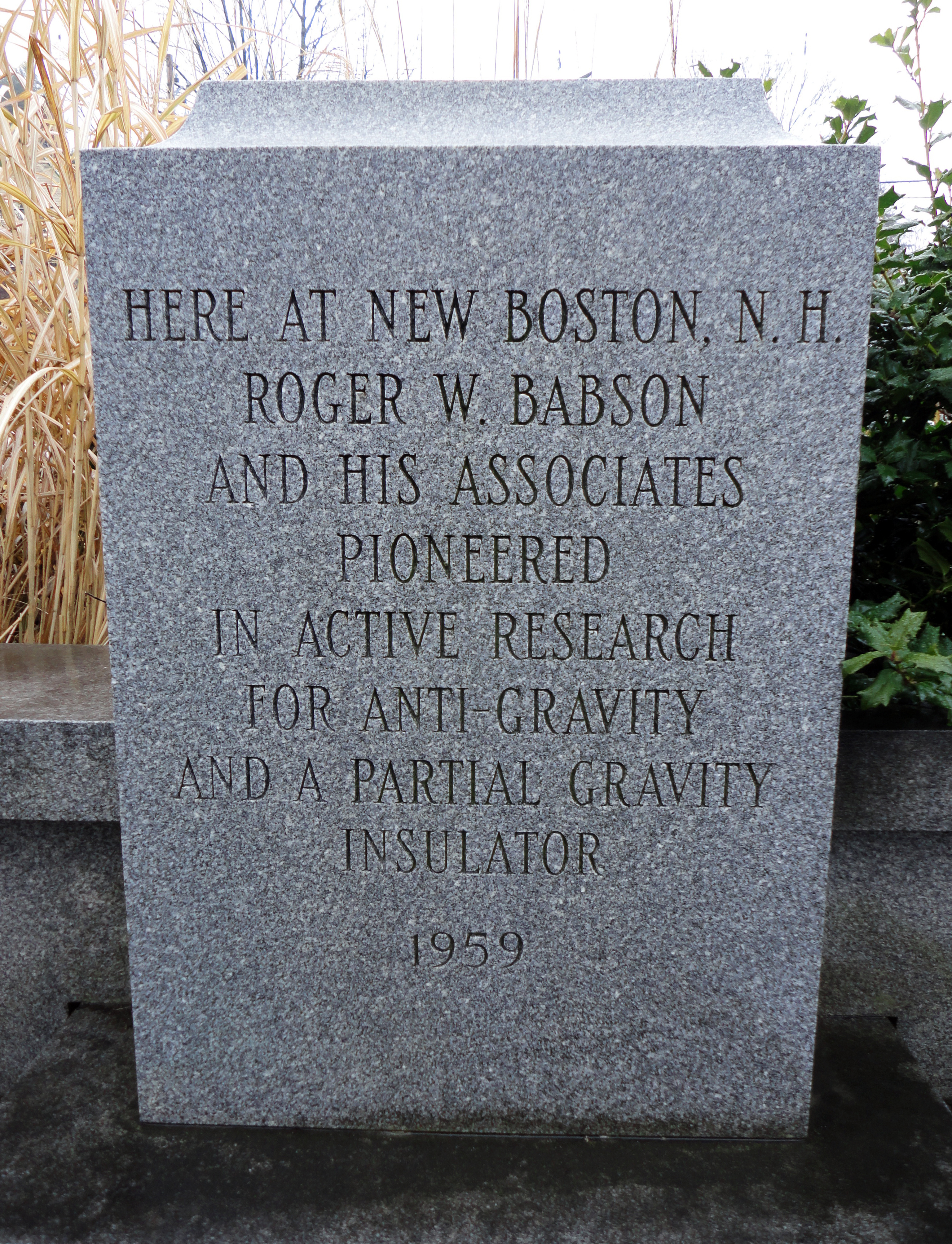
Un monument la Babson College dedicat lui Roger Babson pentru cercetările în domeniul antigravitației și al izolatoarelor pentru gravitație parțială

În 1948, omul de afaceri Roger Babson (fondatorul Colegiului Babson) a înființat Fundația pentru Cercetarea Gravitației, având ca scop explorarea unor modalități de a reduce efectele gravitației. Deși la început eforturile lor au fost percepute ca fiind oarecum „neconvenționale”, au organizat conferințe ocazionale, la care au participat personalități precum Clarence Birdseye, cunoscut pentru produsele sale din alimente congelate, și pionierul elicopterelor Igor Sikorsky. În timp, Fundația și-a schimbat obiectivul, renunțând la încercările de a controla gravitația și concentrându-se pe înțelegerea mai profundă a acestui fenomen fundamental. După moartea lui Babson, în 1967, Fundația a fost pe cale să dispară, dar a continuat să acorde premii pentru eseuri, cu premii de până la 4.000 de dolari. Începând cu anul 2017, Fundația este administrată din Wellesley, Massachusetts, de George Rideout Jr., fiul directorului inițial. Printre câștigătorii premiilor se numără astrofizicianul californian George F. Smoot (1993), care a câștigat ulterior Premiul Nobel pentru Fizică în 2006, și Gerardus 't Hooft (2015), care a primit anterior Premiul Nobel pentru Fizică în 1999.

### Cercetări privind relativitatea generală în anii 1950
Relativitatea generală a fost formulată în anii 1910, dar dezvoltarea teoriei a fost semnificativ încetinită din cauza lipsei unor unelte matematice adecvate. În acea perioadă, se considera că antigravitația ar fi imposibilă în cadrul relativității generale.
Se susține că Forțele Aeriene ale Statelor Unite au desfășurat un efort de cercetare pe parcursul anilor 1950 și până în anii 1960, în contextul intensificării avansului tehnologic post-Al Doilea Război Mondial și a competiției din perioada Războiului Rece. Fostul locotenent-colonel Ansel Talbert a publicat două serii de articole în ziare, afirmând că majoritatea companiilor aviatice importante au început cercetările privind controlul gravitației încă din anii 1950. Totuși, există puține surse externe care să confirme aceste informații, iar având în vedere că aceleași evenimente au avut loc într-o perioadă marcată de politica comunicatelor de presă, nu este clar în ce măsură aceste povești trebuie considerate ca fiind veridice.
Este bine documentat faptul că au existat eforturi serioase la compania Glenn L. Martin, care a înființat Institutul de Cercetări pentru Studiu Avansat. Marile publicații au anunțat contractul semnat între fizicianul teoretician Burkhard Heim și compania Glenn L. Martin. Un alt efort semnificativ din sectorul privat pentru a înțelege gravitația a fost crearea Institutului de Fizică a Câmpurilor de la Universitatea din Carolina de Nord din Chapel Hill în 1956, de către Agnew H. Bahnson, membru al Fundației pentru Cercetarea Gravitației.
Sprijinul militar pentru proiectele de antigravitație a fost sistat prin actul legislativ Amendamentul Mansfield din 1973, care a limitat cheltuielile Departamentului Apărării doar la cercetările științifice cu aplicații militare explicite. Amendamentul Mansfield a fost adoptat pentru a pune capăt proiectelor de lungă durată care nu aveau rezultate concrete și care nu prezentau aplicații directe în domeniul apărării naționale, marcând astfel o schimbare semnificativă în politica guvernamentală de alocare a resurselor pentru cercetare științifică.
Conform relativității generale, gravitația este rezultatul urmat al geometriei spațiale (modificarea formei normale a spațiului), cauzată de distribuția locală a masei și energiei. Teoria susține că gravitația nu reprezintă o forță în sensul clasic, ci o proprietate a spațiului-timpului, care este deformat de prezența obiectelor masive. Deși ecuațiile relativității generale nu permit, în mod obisnuit, apariția unei „geometrii negative”, este posibilă generarea unei astfel de geometrii prin utilizarea conceptului de „masă negativă”. În acest context, ecuațiile relativității nu resping în mod fundamental existența unei mase negative.
Atât relativitatea generală, cât și gravitația newtoniană sugerează că masa negativă ar crea un câmp gravitațional de tip repulsiv, opus câmpului gravitațional atrăgător caracteristic masei pozitive. În mod special, Sir Hermann Bondi a propus, în 1957, că masa gravitațională negativă, combinată cu masa inerțială negativă, ar respecta principiul echivalenței puternice al teoriei relativității generale și legile conservării impulsului liniar și energiei din mecanica clasică. Demonstrarea acestei idei a dus la soluții ale ecuațiilor relativității care nu prezentau singularități. În iulie 1988, Robert L. Forward a prezentat un articol la Conferința Comună de Propulsie AIAA/ASME/SAE/ASEE, propunând un sistem de propulsie bazat pe masa gravitațională negativă, în conformitate cu ideile formulate de Bondi.
Bondi a subliniat că o masă negativă va cădea către materia „normală” (și nu departe de aceasta), deoarece, deși forța gravitațională este repulsivă, masa negativă (conform legii lui Newton, F=ma) va accelera în direcția opusă forței. Masa normală, în schimb, se va îndepărta de materia negativă. El a observat că două mase identice, una pozitivă și una negativă, plasate aproape una de alta, se vor accelera reciproc în direcția liniei dintre ele, cu masa negativă urmărind masa pozitivă. De asemenea, este important de menționat că, având în vedere că masa negativă dobândește energie cinetică negativă, energia totală a maselor aflate în accelerare rămâne nulă. Forward a subliniat că acest efect de auto-accelerație este datorat masei inerțiale negative și poate fi observat chiar și fără forțele gravitaționale dintre particule.
Modelul standard al fizicii particulelor, care descrie toate formele cunoscute de materie, nu include masa negativă. Deși materia întunecată cosmologică ar putea consta din particule aflate dincolo de Modelul Standard, a căror natură rămâne necunoscută, masa acestora este, în general, cunoscută – fiind postulate pe baza efectelor lor gravitaționale asupra obiectelor din jur, ceea ce sugerează că masa lor este pozitivă. Pe de altă parte, energia întunecată cosmologică este un subiect mai complex, deoarece, conform relativității generale, atât densitatea sa de energie, cât și presiunea sa negativă contribuie la efectul său gravitațional.

### Forță unică
În cadrul relativității generale, orice formă de energie se cuplează cu spațiu-timpul, creând geometria care provoacă gravitația. O întrebare fundamentală a fost dacă aceste ecuații se aplică și antimateriei. Problema a fost considerată rezolvată în 1960, odată cu dezvoltarea simetriei CPT, care a demonstrat că antimateria urmează aceleași legi ale fizicii ca și materia „normală”, având, astfel, un conținut de energie pozitiv și provocând (și reacționând la) gravitație la fel ca materia obișnuită. Deși antimateria urmează aceleași legi fundamentale, comportamentul său în câmpuri gravitaționale continuă să fie o temă activă de cercetare, fiind un subiect de mare interes în cosmologie.
În cea mai mare parte a ultimului sfert al secolului XX, comunitatea științifică s-a concentrat pe încercări de a dezvolta o teorie unificată a câmpului, o teorie fizică globală ce explică cele patru forțe fundamentale: gravitația, electromagnetismul și forțele nucleare puternică și slabă. Deși au existat progrese semnificative în unificarea celor trei forțe cuantice, gravitația a rămas „problema” principală, datorită dificultății de a integra relativitatea generală cu mecanica cuantică. Aceasta nu a împiedicat, însă, numeroasele încercări de a construi o teorie unificată, iar cercetările recente, inclusiv în domeniul teoriei stringurilor și gravitației cuantice, continuă să sugereze noi posibile abordări pentru rezolvarea acestei probleme fundamentale.
În general, aceste încercări au urmărit să "cuantizeze gravitația" prin postularea existenței unei particule, gravitonul, care transportă gravitația în același mod în care fotonii (lumina) transportă electromagnetismul. Însă încercările simple în această direcție au eșuat, ceea ce a dus la propunerea unor modele mai complexe, care încearcă să rezolve aceste probleme. Două dintre acestea, supersimetria și supergravitația, corelate cu relativitatea, presupuneau existența unei "a cincea forțe" extrem de slabe, transportată de un gravifoton, care ar uni mai multe "capete libere" din teoria câmpurilor cuantice într-un mod organizat. Ca efect secundar, ambele teorii sugerau aproape inevitabil ca antimateria să fie influențată de această a cincea forță într-un mod similar cu antigravitația, adică determinând respingerea de la masă. Aceasta ar fi fost o confirmare importantă a unui comportament gravitațional neconvențional. În anii 1990, au fost realizate mai multe experimente pentru a măsura acest efect, însă niciunul nu a dat rezultate pozitive, subliniind dificultățile de a detecta efectele gravitaționale neobișnuite într-un mod clar și precis.
În 2013, CERN a investigat posibilitatea unui efect de antigravitație într-un experiment destinat să studieze nivelele de energie din antihidrogen. Deși măsurarea antigravitației a fost un subiect secundar interesant, rezultatele au fost inconcludente, indicând faptul că efectele antigravitaționale sunt mult mai subtile și mai complexe decât se anticipase inițial, necesitând experimente suplimentare pentru a clarifica posibilele mecanisme implicate.

### Breakthrough Propulsion Physics Program
La sfârșitul secolului XX, NASA a finanțat programul Breakthrough Propulsion Physics Program⁠(d) (BPP) (în romănâ, Programul de Fizică a Propulsiei Revoluționare) între 1996 și 2002, având ca scop explorarea unor concepte inovative pentru propulsia spațială care nu erau susținute prin canale academice sau comerciale tradiționale. Printre cercetările desfășurate s-au numărat concepte asemănătoare antigravitației, investigate sub denumirea de „propulsie diametrică”. Acestea au vizat dezvoltarea unor tehnologii care ar putea revoluționa călătoriile interstelare, deschizând noi orizonturi pentru explorarea spațiului. Munca programului BPP continuă în cadrul Fundației Tau Zero, un organism independent, neafiliat NASA, care continuă să dezvolte cercetări în domeniul propulsiilor avansate.

## Revendicări empirice și eforturi comerciale
Au existat mai multe încercări de a construi dispozitive de antigravitație, precum și câteva rapoarte despre efecte asemănătoare antigravitației în literatura științifică. Totuși, niciunul dintre exemplele următoare nu este acceptat ca fiind un caz reproducibil de antigravitație.

### Dispozitivele giroscopice

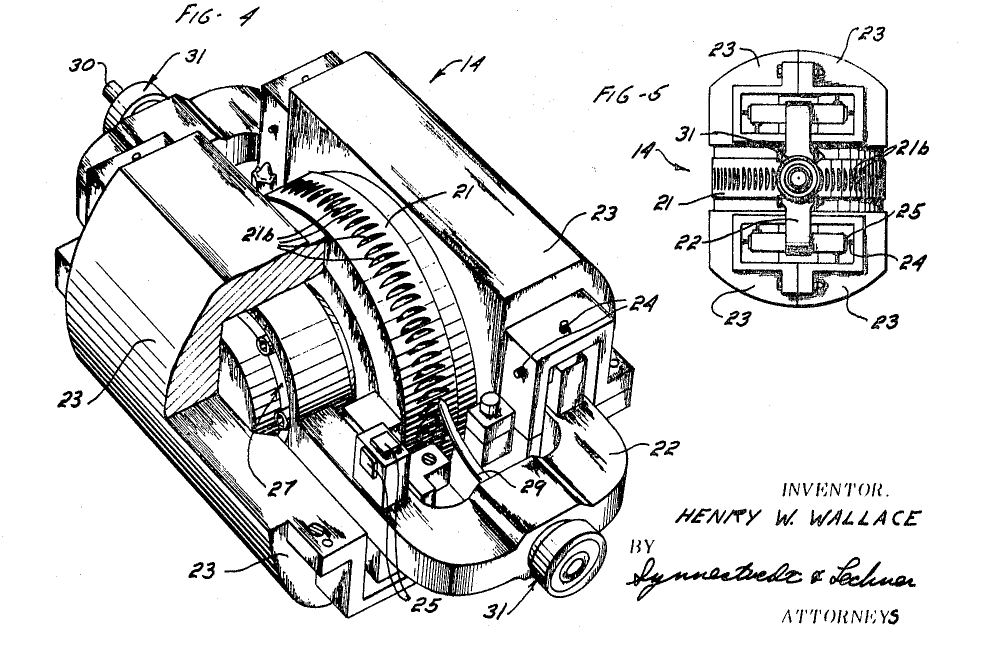
Generator de „câmp kinemassic” din brevetul : Metodă și aparat pentru generarea unui câmp de forță gravitațional secundar

Giroscoapele generează o forță atunci când sunt răsucite, care acționează „în afacerea planului” și pot părea că se ridică împotriva gravitației. Deși această forță este bine înțeleasă ca fiind iluzorie, chiar și sub modelele newtoniene, ea a generat totuși numeroase afirmații despre dispozitive de antigravitație și o serie de dispozitive patentate. Niciunul dintre aceste dispozitive nu a fost demonstrat a funcționa în condiții controlate și, de multe ori, au devenit subiecte ale teoriilor conspirației ca urmare.
Un alt exemplu de „dispozitiv rotativ” este arătat într-o serie de patente acordate lui Henry Wallace între 1968 și 1974. Dispozitivele sale constau din discuri care se rotesc rapid din alamă, un material alcătuit în mare parte din elemente cu un moment nuclear total semi-intreg. El a susținut că prin rotirea rapidă a unui astfel de disc, momentul nuclear se aliniază și, drept urmare, se creează un câmp „gravitomagnetic” într-un mod similar câmpului magnetic creat de efectul Barnett. Nu sunt cunoscute teste independente sau demonstrații publice ale acestor dispozitive.
În 1989, s-a raportat că o greutate scade pe axa unui giroscop cu rotație dreaptă. Un test al acestei afirmații un an mai târziu a avut rezultate negative. S-a recomandat efectuarea unor teste suplimentare la o conferință AIP din 1999. Multe dintre aceste afirmații au fost întâmpinate cu scepticism în comunitatea științifică, fiind adesea considerate interpretări greșite ale principiilor fizice cunoscute sau ca fiind pseudostiință.

### Gravitatorul lui Thomas Townsend Brown
În 1921, în timp ce era încă la liceu, Thomas Townsend Brown a observat că un tub Coolidge cu tensiune înaltă părea să își modifice masa în funcție de orientarea sa pe o balanță. În decursul anilor 1920, Brown a extins acest concept, dezvoltând dispozitive ce combinau tensiuni înalte cu materiale cu constante dielectrice mari (condensatori mari), pe care le-a denumit „gravitatoare”. Brown a susținut, atât în fața observatorilor, cât și în presă, că experimentele sale demonstrau efecte de anti-gravitație. El a continuat cercetările și a creat o serie de dispozitive cu tensiune înaltă, încercând să le vândă companiilor aeronautice și armatei. A introdus termenii „efectul Biefeld-Brown” și „electrogravitație” în legătură cu aceste dispozitive. Brown a testat condensatoarele asimetrice într-un vid, afirmând că efectul observat nu era un fenomen electrohidrodinamic obișnuit, cauzat de fluxul de ioni în aer din cauza tensiunii înalte.
Electrogravitica este un subiect popular în ufologie, teorii ale conspirațiilor guvernamentale, anti-gravitație și energie liberă, având o mare aderență în rândul susținătorilor acestor teorii și pe diverse site-uri de specialitate. În unele cărți și publicații, se afirmă că tehnologia ar fi fost clasată la începutul anilor 1960 și că ar fi folosită pentru alimentarea OZN-urilor și a bombardierelor B-2. Aceste teorii sunt adesea susținute de cercetări guvernamentale și documente secrete care ar implica tehnologii avansate de propulsie.
Pe internet există și cercetări și videoclipuri care susțin că dispozitivele de tip „lifters” (capacitoare) funcționează într-un vid, ceea ce ar însemna că nu primesc propulsie din deriva ionică sau vântul ionic generat în aer. Cu toate acestea, aceste demonstrații au fost frecvent contestate din punct de vedere științific și nu există dovezi concludente în cadrul comunității științifice internaționale pentru a valida aceste afirmații.
Studiile ulterioare asupra lucrărilor lui Brown și ale altor cercetători au fost realizate de R. L. Talley într-un studiu din 1990 al Forțelor Aeriene ale SUA, de cercetătorul NASA Jonathan Campbell într-un experiment din 2003 și de Martin Tajmar într-o lucrare din 2004. Rezultatele acestora au arătat că nu a fost observată nicio forță de propulsie într-un vid, iar dispozitivele lui Brown și ale altor „liftere” ionici produc o forță de-a lungul axei lor, indiferent de direcția gravitației, ceea ce este în acord cu efectele electrohidrodinamice, deja înțelese și documentate în fizica clasică. Aceste constatări sugerează că fenomenul observat este de fapt o manifestare a efectelor ionice și nu o reală interacțiune gravitațională sau anti-gravitațională.

### Cuplaj gravitoelectric
În 1992, cercetătorul rus Eugene Podkletnov a afirmat că, în timp ce experimenta cu superconductorii, a descoperit că un superconductor care se rotește rapid poate reduce efectul gravitațional. Aceasta sugerează posibilitatea unui cuplaj între câmpurile electrice, magnetice și gravitaționale, fenomen denumit cuplaj gravitoelectric. Multe studii au încercat să reproducă experimentul lui Podkletnov, dar au obținut întotdeauna rezultate negative.
Douglas Torr, de la Universitatea din Alabama din Huntsville, a propus, într-o serie de lucrări publicate între 1991 și 1993, că un câmp magnetic variabil în timp ar putea determina spinurile ionilor din rețeaua unui superconductor să genereze câmpuri gravitomagnetice și gravitoelectrice detectabile. Câmpurile gravitomagnetice sunt asemănătoare câmpurilor magnetice, dar sunt asociate cu efectele gravitaționale, în timp ce câmpurile gravitoelectrice sunt generate de interacțiunile gravitaționale cu câmpuri electrice. În 1999, o doamnă Li a apărut în revista Popular Mechanics, afirmând că a construit un prototip funcțional pentru a genera ceea ce ea numea „Gravitație AC” (alternativă). Nu au fost prezentate dovezi suplimentare referitoare la acest prototip.
Douglas Torr și Timir Datta au fost implicați în dezvoltarea unui „generator de gravitație" la Universitatea din Carolina de Sud. Conform unui document scurs din Biroul de Transfer Tehnologic al Universității din Carolina de Sud și confirmat în 1998 reporterului Wired, Charles Platt, dispozitivul ar crea un „fascicul de forță” într-o direcție dorită, iar universitatea intenționa să patenteze și să licențieze acest dispozitiv. Nu au fost făcute publice informații suplimentare despre acest proiect de cercetare sau despre dispozitivul „Generator de gravitație”.

## Premiul Göde
Institutul pentru Cercetarea Gravitației al Fundației Științifice Göde a încercat să reproducă multe dintre experimentele care susțin efecte de „antigravitație”. Toate încercările acestui grup de a observa un efect de anti-gravitație prin reproducerea experimentelor anterioare au fost până acum nereușite. Fundația a oferit un premiu de un milion de euro pentru un experiment de anti-gravitație reproducibil.

## În ficțiune
Existența antigravitației este un subiect frecvent întâlnit în literatura de fantezie și science fiction. Aceste concepte fictive au avut un impact semnificativ asupra imaginației științifice, inspirând cercetători să exploreze posibilitatea unor tehnologii care ar putea manipula sau chiar anula efectele gravitației.

### Apergie
Apergia este o formă fictivă de energie antigravitațională, descrisă pentru prima dată de Percy Greg în romanul său de romantism planetar din 1880 Across the Zodiac.
John Jacob Astor IV a folosit termenul în romanul său de science fiction din 1894 A Journey in Other Worlds. Jack London o descrie ca „existenta ipotetică a unei forțe, inversă gravitației, pe care Astor a numit-o 'apergie'” în nuvela sa A Thousand Deaths, publicată pentru prima dată în The Black Cat în 1899.
Apergia este menționată și într-un articol din 1896, Some Truths About Keely, în care Clara Jessup Bloomfield-Moore o folosește pentru a descrie forța latentă pe care John Keely a captat-o, utilizând frecvența pentru a elibera forța latentă găsită în toată materia atomică.
Într-un articol aparent non-fictiv, publicat în 1897 în The San Francisco Call cu titlul The Secret of Aerial Flight Revealed, corespondentul științific Frank M. Close, D.Sc., vizitează un bărbat hindus necunoscut, care se preface a fi viticultor pe coasta Pacificului și care pretinde că a inventat o barcă zburătoare ce folosește un „apergent” – un metal rar numit „radlum” – pentru a produce forță apergică controlată, permițând navei să se ridice și să coboare. Inventatorul descrie apergia ca „o forță obținută prin amestecarea electricității pozitive și negative cu ultheic, al treilea element sau stare a energiei electrice” și numește apergia „a doua fază a gravitației”, sugerând și existența unei a treia faze.
Nuvela Cold Light a lui S. P. Meek, apărută în martie 1930 în Astounding Stories of Super-Science, menționează apergia ca forța opusă gravitației.
În nuvela Annus Mirabilis a lui Chris Roberson, din volumul al doilea din 2006 al Tales of the Shadowmen, Doctor Omega și Albert Einstein investighează apergia. Apergia este, de asemenea, menționată în comic-ul lui Warren Ellis Aetheric Mechanics, ca fiind generată de tehnologia Cavorite din Primii oameni în Lună.

### Alți termeni
Romanul lui H. G. Wells din 1901 Primii oameni în Lună descrie călătoria spațială bazată pe proprietățile de blocare a gravitației ale „Cavoritei”, un concept care a influențat profund imaginația științifică și a inspirat cercetări în domeniul teoriei gravitației și al tehnologiilor de propulsie antigravitațională.
Povestea lui Philip Francis Nowlan din 1928 Armageddon 2419 A.D. introduce „inertronul”, o substanță care se ridică în sus. Această poveste a fost sursa de inspirație pentru banda desenată Buck Rogers și adaptările sale, consolidând ideea „materiei inverse” în ficțiune și influențând lucrările științifico-fantastice care au urmat.
 